# هیو هشتم لوزینیان
هیو هشتم بزرگ‌ترین فرزند هیو هفتم لوزینیان و ساراسین د لزی بود. وی پس از مرگ پدرش وارث تمام اراضی و عناوین وی شد. وی پسر گی و آیمری لوزینیان، پادشاه اورشلیم و قبرس، است.